# 상온 핵융합
상온 핵융합(常溫核融合, 영어: cold fusion)은 실내온도에서 핵융합을 일으키는 것을 말한다. 저온 핵융합, 저에너지핵반응(LENR, Low Energy Nuclear Reaction)이라고도 한다. 일반적으로, 태양과 같은 1억도 이상의 조건에서만 핫퓨전, 고온 핵융합이 일어난다고 알려져 있는데 반해, 콜드퓨전, 상온 핵융합 현상은 섭씨 20도에서 핵융합이 일어나 투입된 에너지량보다 더 큰 초고효율의 에너지가 발생하는 것을 말한다.
과학적 사기라는 평가를 받기도 했지만, 2006년 기준으로 미국과 일본에서는 상온 핵융합 연구가 한창이다. 한국은 고온 핵융합만 연구중이고, 상온 핵융합은 연구한다는 보도가 없는 반면에, 북한은 계속 상온 핵융합을 연구하고 있는 것으로 보인다.

## 플라이슈만-폰즈 실험
1989년 유타대의 플라이슈만, 폰즈는 중수(D2O)에 팔라듐 전극을 담그고 전류를 흘려주면 중수소분자가 생기는데 이 과정에서 30°C인 용액이 50°C까지 올라가 수일 간 지속되는 것을 발견했다. 이것이 상온 핵융합에 의한 결과라고 주장했다. 그러나 이는 사기라고 판명되었다.

## E-Cat
에너지 캐털라이저(E-Cat)라는 상온 핵융합 원자로에 수소와 니켈 분말을 넣으면 간단히 상온 핵융합이 발생한다. 최근 미국, 일본, 이탈리아, 러시아, 중국, 인도, 프랑스, 독일, 이스라엘 등의 전문가 200여명이 니켈과 수소를 이용한 상온핵융합을 연구하고 있다.

## 사기라는 폄훼는 음모라는 주장
1973년 노벨물리학상 수상자인 영국 케임브리지대 브라이언 조셉슨 교수는 "상온핵융합은 사기라는 대중의 생각과는 달리 진실은 좀 더 복잡하며, 그 뒤로도 여러 나라 많은 과학자들이 상온핵융합을 진지하게 연구했고 점점 더 많은 사람들이 그 가능성을 받아들이고 있다"고, 영국 가디언 지와 미국 네이처 지에 기고했다.

## 대한민국
2012년 8월 10일, 제17차 국제 상온핵융합 학술회의가 17일까지 대전 컨벤션센터에서 개최되었다. 한국에서 최초로 열리는 관련 학술대회이다. 국제 전문가 25명이 강연하며, 90여편의 논문이 발표되었다. 조직위원장 박선원 카이스트 교수는 "상온핵융합관련 여러 가지 연구 중 하나라도 성공한다면 우리가 상상하지도 못하는 많은 변화를 가져올 것"이라고 말했다.
이명박 정부 시절, 미국 사업가가 상온핵융합에 대한 한국 정부의 투자를 요청했으며, 박현거 UNIST 교수가 단호하게 반대하여, 한국 정부는 투자를 하지 않았다. 박현거 교수는 한국에서 고온 핵융합연구가 태동하도록 토대를 만든 과학자다.
2017년 우즈베키스탄의 핵물리학자가 한국에 연락을 해, 상온핵융합 기술을 갖고 있다고 밝혔다. 발전기 개발을 맡은 한국의 S사는 우즈베키스탄 연구진의 실험 영상과 특허를 근거로 관련사실의 신뢰성이 있다고 판단했다. 한전산업개발 주복원 사장은 물질 변환 과정에서 만든 플라즈마로 발전을 할 수 있다는 S사의 말을 신뢰한다며 기술 개발 비용 전체를 대기로 계약했다. 국정감사에서 이 문제가 제기되었으나, 주 사장과 S사는 국내에서 실제 실험 장비를 만들어 입증하겠다고 밝혔다.

## 연표
19세기, 독일의 두 과학자가 팔라듐을 전기분해 하여 상온 핵융합을 했다고 발표했다. 이후에, 실수였다고 번복했다.
1989년 3월 23일, 미국 유타 대학교의 스탠리 폰즈와 마틴 프라이슈만은 팔라듐을 전기분해 하여, 상온에서 핵융합을 얻는데 성공했다고 전 세계 언론에 발표했다. 마틴 프라이슈만은 전기화학 분야의 세계 최고 과학자이다. 그러나 MIT 등 세계 각지의 유명 학자들이 실험을 재현한 결과 그 같은 결과를 얻지 못했고 유타대의 발표로부터 두 달 뒤 미국물리학회는 유타대의 상온 핵융합이 근거가 없다고 결론내렸다. 일본 도요타자동차는 유타대에서 쫓겨난 이들에게 프랑스 남부의 실험실에서 연구를 재개하도록 지원했다. 그러나 10년 만에 실험실 문을 닫았다.
1989년 5월 8일, 북한 노동신문 1면에 김일성대 연구팀이 백금 전극과 팔라듐 전극을 중수 속에서 전기분해해 상온 핵융합을 성공했다고 보도했다.
1990년 4월 3일, 아이다호 주립대학교의 케네스 팔러 교수는 기자회견을 통해 자신과 동료 스탠리 베고르 교수가 지난달 13일 섭씨 영하 3백도로 냉각된 중수소가스가 담긴 병에 티타늄금속 막대를 집어넣어 핵융합반응을 얻어냈다고 발표했다.
1992년 1월, 스탠포드 국제연구소 부설 전기연구소(EPRI)의 연구실이 폭발, 상온 핵융합 연구가인 앤드루 라일리 박사(34)를 포함한 두 명의 과학자가 숨지는 사건이 발생했다. 라일리씨는 지난 90년 美유타大 재직중 상온 핵융합 기술을 발명, 핵물리학의 새로운 지평을 개척한 과학자다. 이 사건으로, 미국이 겉으로는 미친과학, 희대의 사기극 운운하면서도, 비밀리에 상온 핵융합 연구를 진행시켜온 것이 아닌가라는 의혹이 제기되었다. 일본은 여기에 자극받은 탓인지 통산성 주관 아래 상온 핵융합 연구를 공식 지원하기도 하였다.
1992년 초, 일본 오사카 대학교의 타카하시 아키토 교수가 언제든지 상온핵융합 반응을 장시간 일으킬 수있다는 것을 입증했다.
1992년 10월 NTT 기초과학연구소의 야마구치 에이이치 박사(37)는 상온핵융합 실험에서 헬륨이 발생하는 것을 확인했다고 발표했다. 또 야마구치 에이이치 박사는 당시 일본 나고야에서 열린 국제상온핵융합학회에서 보통의 물(경수(輕水))을 사용해 상온핵융합 반응을 일으키는데 성공했다고 발표했다. 일부 미국 과학자들은 상온 핵융합의 중요성을, 일본과는 달리, 미국에서는 심각히 받아들여지지 않고 있는 풍조를 개탄하고 있다.
1994년 2월, 일본 통산성은 삿포로의 수소에너지 연구개발센터에 새로 마련된 실험실에서 민간회사들과 함께 상온핵융합에 대한 연구작업에 착수했다. 미쓰비시 중공업, 히타치, 도시바 등 민간 5개업체가 참여하고 있으며, 이들외의 다른 20개 기업이 자금을 지원하고 있다.
1994년 3월 7일, 일본 통산성 산하 자원에너지청은 상온 핵융합 실험을 지원하기 위해 향후 4년간 총30억엔(2,840만 달러, 2015년 환산 518억원)를 지원할 계획이라고 밝혔다.
1995년 3월 29일, 이탈리아 볼로냐 대학교의 세르지오 포카르디 교수가 15ｇ의 니켈과 1ｇ의 수소로 경전구가 3개월 동안 켜지게 할만한 30-40와트의 에너지를 생산했다고 말했다고 전했다. 그러나, 그후 세계 각국의 과학자들은 이들이 실시했다는 방법에 따라 핵융합의 실현을 시도했으나 별다른 성과를 거두지 못했다. 에너지 캐털라이저 참조.
2005년 4월 28일, UCLA 연구팀은 상온에서 수정을 이용해 핵융합 실험에 성공, 그 결과를 네이처에 게재했다. 이번 실험은 학계에서 검증된 방법을 사용했다는 점에서 주목받고 있다.
2006년 5월 29일, 사다트 호세이니 이란 핵 담당관리는 이란 국영방송을 통해 이란이 지난 5년간 핵융합을 연구해왔다고 공식발표했다. 콜드퓨전까지 연구했다는 것인지는 명확하지 않다. 이란은 북한과 협력하여 핵개발을 하고 있는 대표적인 나라이다.
2009년 3월 24일, 미국 버지니아주의 JWK사(회장 제이 김, 한국명 김재욱)는 미국화학협회(ACS)에서 미 해군연구소와 공동으로 저에너지 핵반응(LENR)을 실시, 성공했다고 발표했다. 공동연구한 미 해군 우주해양전쟁시스템센터의 보고서에는 "상온에서 높은 에너지를 지닌 중성자가 생성됐다는 최초의 과학적 보고"라고 밝혔다. 김재욱 회장은 26일 "1년 이내에 이 기술을 상용화하는 것을 목표로 하고 있다"고 밝혔다.
2010년 5월 12일, 북한 노동신문 1면에 핵융합 실험에 성공했다고 발표했다. 그러나 이것이 콜드퓨전인지 핫퓨전인지는 확실하게 밝히지 않았는데, 실험실에서는 핫퓨전은 힘들다고 알려져 있다.
2011년 1월, 세르지오 포카르디와 안드레아 로씨는 이탈리아 볼로냐의 한 발표장에 만원을 이룬 관중 앞에서 자기네 탁상용 장치를 선보였다. 400 W의 전력을 사용하는 이 장치는 위험한 폐기물을 만들지 않고 12,400 W의 전기를 생산했다. 두 사람은, 일반가정의 벽장에 맞을 정도로 작은 자기네 상온 핵융합 원자로가 1센트(10원) 미만의 비용으로 1 kWh의 전기를 생산한다고 청중에게 말했다. 2013년 세르지오 포카르디가 사망했다. 2014년 기준, 전력생산단가는 한국은 kWh당 112.28원으로 미국(100,059원)과 대만(106.64원)과 비슷한 수준이며 일본(209.00원)의 1/2 수준이며 유럽 각국보다 저렴하다. 에너지 캐털라이저 참조.
2015년, 구글이 2015년부터 상온 핵융합 연구를 지원하고 있다. 미국 매사추세츠공대(MIT)와 메릴랜드대, 로렌스버클리국립연구소 소속 연구진 30여명으로 구성되었다.

## 영화
아이언맨 (영화)에서, 아이언맨의 가슴에 팔라듐으로 만든 상온 핵융합로인 아크 원자로를 장착하고 있다. 최초 모델은 초당 3기가줄의 에너지를 낸다고 한다. 한국의 APR-1400 원자로는 전기출력 1400 MW인데, 시간당 5040 기가줄이다. 초당 3기가줄은 3000 MW 전기출력을 의미한다.
아이언맨 2에서는 팔라듐 중독으로 고생하는 아이언맨이, 새로운 물질인 비브라늄으로 상온 핵융합로를 만들어서, 팔라듐 중독에서 벗어난다. 영화에서는 비브라늄이라고 나오지 않지만, 원작 소설에서는 비브라늄이라고 나온다. 아이언맨 2 해설판에서는 초당 10기가줄을 넘는 전기출력이라고 한다. APR-1400 원자로 7개 출력이다.

## 같이 보기
- 뮤온 촉매 핵융합
- 플라이슈만-폰즈 실험
- 기포 핵융합
- 에너지 캐털라이저